# Ahunui
Ahunui, Fanga-taufa, o Nga-taumanga es un atolón de las Tuamotu, en la Polinesia Francesa, incluido en la comuna de Hao. Está situado a 950 km al sureste de Tahití. 
No dispone de infraestructuras y ha estado mucho tiempo deshabitado. Es una reserva natural de aves. En las playas se encuentran pequeñas ostras con unas perlas naturales pequeñas llamadas poe pipi. 

## Historia
Fue descubierto en 1826 por el marino de la Royal Navy y geógrafo inglés Frederick William Beechey. Beechey dirigía una expedición del Almirantazgo en busca del Paso del Noroeste desde la costa oriental (1825-28) y se dirigía al Pacífico Norte. Es uno de los 23 atolones que exploró Beechey en el archipiélago y lo llamó Byam Martin Island.